# 4310 Strömholm
4310 Strömholm è un asteroide della fascia principale. Scoperto nel 1978, presenta un'orbita caratterizzata da un semiasse maggiore pari a 2,1606190 UA e da un'eccentricità di 0,0555759, inclinata di 3,51652° rispetto all'eclittica.